# استوارت کریگ
نورمن استوارت کریگ (به انگلیسی: Norman Stuart Craig) (زاده ۱۴ آوریل ۱۹۴۲) یک طراح تولید مشهور بریتانیایی است. او همچنین به همراه همکارش استفنی مک‌میلان دکوراتور دکور، دکورها را در تمام فیلم‌های هری پاتر تا به امروز طراحی کرده است.

## زندگی و شغل
به درخواست جی. کی. رولینگ، نویسنده هری پاتر او با تیم یونیورسال کریتیو برای طراحی دنیای جادوگری هری پاتر در پارک موضوعی جزایر ماجراجویی یونیورسال کار کرد. رولینگ در مصاحبه‌ای در دسامبر ۲۰۰۷ در پادکست پاترکست گفت: «نکته کلیدی برای من این بود که اگر قرار بود یک پارک موضوعی وجود داشته باشد، استوارت کریگ ... درگیر خواهد شد. چون من ظاهر فیلم‌ها را دوست دارم، آنها واقعاً آینه‌ای هستند که در تمام این سال‌ها در تخیل من بوده‌ام».